# دراسات كوريا الشمالية
دراسات كوريا الشمالية هي مجال فرعي للدراسات الكورية. المؤسسة الوحيدة المكرسة بالكامل لهذه الدراسات هي جامعة الدراسات الكورية الشمالية، سيول،  ولكن العديد من الجامعات تقدم دورات جامعية وبرامج بحثية للدراسات العليا.
تعاني الدراسات الكورية الشمالية من نقص المصادر الأولية من البلاد، على الرغم من أن الوضع يختلف حسب العقد. المصادر من الأربعينيات هي في الغالب وثائق سوفيتية متوفرة من الأرشيف. يصعب الحصول على وثائق من الخمسينيات. تم تهريب بعضها إلى خارج البلاد، لكن الجزء الأكبر من الدراسات يتم وفقًا لتقارير سفارات الكتلة الشرقية في كوريا الشمالية. اعتبارًا من 2018، الوثائق السوفيتية من الستينيات في طور رفع السرية، لكن المصادر من دول أوروبا الشرقية متاحة بالفعل. يتناقض توافر الوثائق من الخمسينيات وخاصة الستينيات مع حقيقة أن معظم ما حدث في كوريا الشمالية حدث خارج الدوائر الدبلوماسية وأن الدبلوماسيين الأجانب حصلوا على معلومات أقل وأقل مع مرور الوقت. المصادر من السبعينيات والثمانينيات نادرة بشكل خاص خارج مجموعة مختارة من المنشورات الرسمية. ابتداءً من التسعينيات، اعتمدت الدراسات على شهادات الهاربين الكوريين الشماليين.

## الأقسام الأكاديمية
- جامعة كوريا [4]
- جامعة دونجوك ، 50 طالبًا
- جامعة سنترال لانكشاير ماجستير دراسات كوريا الشمالية

## مشاريع أكاديمية
- مشروع التوثيق الدولي لكوريا الشمالية

## المجلات وصفحات الويب
- 38 نورث - موقع تحليلي مستضاف في جامعة جونز هوبكنز
- هيوداي بوك هان يونغ - الدراسات الكورية الشمالية المعاصرة (현대 북한 연구) [5]
- إن كي نيوز - موقع إخباري [6]
- ديلي إن كي - موقع إخباري وآراء
- صينو-إن كي - دورية مستقلة
- استعراض كوريا الشمالية [7]
- مجلة كوريا الشمالية - مجلة أكاديمية باللغة الإنجليزية مكرسة بالكامل للدراسات الكورية الشمالية من قبل جامعة يونسي [8]
- تحالف المواطنين من أجل حقوق الإنسان في كوريا الشمالية - مجلة فصلية (1996-2012)
- المجلة الدولية لدراسات التوحيد الكوري
- أبحاث روتليدج في سلسلة كوريا

## مؤسسات أخرى تركز على كوريا الديمقراطية تجري أبحاثًا
- لجنة حقوق الإنسان في كوريا الشمالية
- مركز قاعدة البيانات لحقوق الإنسان في كوريا الشمالية
- المعهد الكوري للتوحيد الوطني
- الناس من أجل إعادة توحيد كوريان الناجحة

## روابط خارجية
- دراسات كوريا الشمالية - СЕВЕРОКОРЕЙСКИЕ ИССЛЕДОВАНИЯ مقالات وروابط لمواقع الإنترنت حول المجتمع والسياسة الكوريين الشماليين المعاصرين والعلاقات مع روسيا وأستراليا والكوريين السوفييت.
- صينو- إن كي